# 卡姆揚諾布里德
49°50′22″N 23°38′36″E / 49.83944°N 23.64333°E
卡姆揚諾布里德（羅馬化：Kamianobrid）是烏克蘭的村落，位於該國西部利沃夫州，由亞沃里夫區負責管轄，面積2.11平方公里，海拔高度283米，2001年人口1,186，人口密度每平方公里563.42人。